# Satopanth
Satopanth (7075 m n. m.) je hora v oblasti Gangotrí Garhwalského Himálaje v indickém Himálaji. Nachází se v severním indickém státě Uttarakhand. Přístup k hoře vede nejposvátnějším údolím hinduistů, okolo nejvýznamnějšího z pěti pramenů Gangy.
V roce 1933 14. června byl vrchol slezen Colinem Kirkusem a Charlesem Warrenem, členy expedice Marca Pallise. Tento výstup je horolezecky významný pro svou obtížnost a moderní alpský styl.
V roce 1947 stanuli 1. srpna na vrcholu členové švýcarské expedice André Roch, René Ditterit, Alexander Graven a Alfred Sutter.

## První český výstup
První český výstup uskutečnil v rámci Česko – Indické expedice v roce 2001 Marek Šafařík s šerpou.
První Češka vystoupila na vrchol 8.10.2015 Olga Nováková, jako členka ryze české horolezecké expedice.
Dále pak ve stejný den vystoupil: Vít Auermüller, Antonín Bělík, Pavel Matoušek, Dominik Talla a David Skala.
Podle neověřených zpráv prý vystoupili na vrchol v roce 2014 dva Češi.
V roce 2018 byl první český pokus o sjezd na lyžích (bratři Jiří a Ondřej Švihálkovi) – pro špatné podmínky se nezdařilo.